# Electric Callboy
Electric Callboy (dříve známá jako Eskimo Callboy) je německá metalcore skupina založená v Castrop-Rauxel roku 2010.

## Historie
První EP vydali roku 2010 a bylo distribuováno EMP. Později pře-vydali EP přes nahrávací společnost Redfield Records.
Jejich debutové album, Bury Me in Vegas, bylo vydáno 23. března 2012 celosvětově přes Redfield Records.
17. listopadu 2012 skupina oznámila po koncertě v Düsseldorfu, že bubeník Michael Maletzki byl vyměněn za Davida Friedricha.
Skupina začala nahrávat nové album v Kohlekeller Studios s producentem Kristianem Kohlmannslehnerem na podzim 2013.
Album We Are the Mess bylo vydáno 10. ledna 2014 přes Redfield Records a Warner Music Japan.
We Are the Mess se vyšplhala na osmé místo v německé hitparádě a 64. místo v Rakousku.

## Styl hudby
Hudební styl by mohl být něco mezi metalcore a post-hardcore. Styl je inspirován technem, proto se mu říká electronicore. Jejich zpěvák uvedl, že mu nepřipadá, že by zapadali do "hardcore music scény".
Jejich texty obsahují témata jako opilost, párty a sex. Skupina nazývá jejich hudbu jako "porno metal" (anglicky Porn Metal).

## Členové
Nynější členové
- Kevin Ratajczak – zpěv, klávesy (2010–dosud)
- Daniel Haniß – kytara (2010–dosud)
- Pascal Schillo – kytara (2010–dosud)
- Daniel Klossek – baskytara (2010–dosud)
- Nico Sallach – zpěv (2020–dosud)

Dřívější členové
- Michael „Micha“ Malitzki – bicí (2010–2012)
- Sebastian „Sushi“ Biesler – zpěv (2010–2020)
- David Friedrich – bicí (2012–2025)

## Diskografie
Studiová alba
| Rok  | Titul            | Pozice | Pozice |
| Rok  | Titul            | GER    | AUT    |
| ---- | ---------------- | ------ | ------ |
| 2012 | Bury Me in Vegas | —      | —      |
| 2014 | We Are the Mess  | 8      | 64     |
| 2015 | Crystals         | 6      | 54     |
| 2017 | The Scene        | 6      | 14     |
| 2019 | Rehab            | —      | —      |
| 2022 | Tekkno           | —      | —      |

EP
- Eskimo Callboy (2010)

Videa
- "California Gurls" (Katy Perry cover)
- "Is Anyone Up?"
- "Muffin Purper-Gurk"
- "Cinema" (Skrillex/Benny Benassi cover)
- "We Are the Mess"
- "Final Dance"
- "Crystals"[5]